# 真情 (萬芳專輯)
《真情》是台灣歌手萬芳的第三張專輯，在1992年11月20日發行。專輯的第一主打歌是《我記得你眼裡的依戀》，而第二主打歌則是《猜心》，兩首歌曲都令她的知名度上升。

## 曲目
| 曲序 | 曲名               | 曲       | 詞     | 編曲   | 附註                                                             |
| 01   | 我記得你眼裡的依戀 | 剛澤斌   | 姚若龍 | 張乃仁 | 第一主打歌 中視電視劇《再世情緣》主題曲 粵語版為《甘心再生一世》 |
| 02   | 習慣寂寞           | 陸泓宇   | 陸泓宇 | 丹尼   | 第三主打歌                                                       |
| 03   | 猜心               | 張宇     | 十一郎 | 盧志銘 | 第二主打歌 中視電視劇《再世情緣》插曲 粵語版為王菲《如風》       |
| 04   | 桂花釀             | 張宇     | 十一郎 | 丹尼   |                                                                  |
| 05   | 思念               | 上田知華 | 剛澤斌 | 丹尼   | 原曲為今井美樹《Piece of My Wish》 粵語版為湯寶如《情如夢》      |
| 06   | 我願意             | 陳傑洲   | 陳傑洲 | 丹尼   |                                                                  |
| 07   | 信賴               | 陸泓宇   | 陸泓宇 | 丹尼   |                                                                  |
| 08   | 把陽光都給你       | Super    | 王中言 | 丹尼   |                                                                  |
| 09   | 結束傷心的話題     | 佐藤準   | 王中言 | 錢幽蘭 | 原曲為今井美樹《思い出しただけ》                                 |
| 10   | 清晨的夢           | 筒京美平 | 剛澤斌 | 丹尼   | 原曲為今井美樹《野性の風》                                       |

## 唱片版本
- CD版
- 錄音帶版